# 萨布利亚·坦贝肯
萨布利亚·坦贝肯（德語：Sabriye Tenberken，1970年9月19日—），生于德国科隆，德国女藏学家，盲文活动家，“盲文无国界”组织的创始人。2000年，坦贝肯在中国西藏拉萨与西藏残联合作建立的盲人康复及职业培训中心，先后接收多名盲童进行教育。2006年坦贝肯获得中国政府颁发的“友谊奖”。2010年2月10日，她被中国中央电视台评选为2009年十大感动中国人物之一。

## 简历
萨布利亚·坦贝肯12岁时因视网膜感染双目失明，开始学习德语盲文。失明前她在一所华德福学校读书，失明之后进入马尔堡的德国盲文学校学习。毕业后考入波恩大学，学习哲学、社会学和西藏学。她发现藏文还没有盲文，在1992年创立了一种藏語盲文。
1997年她单身旅行西藏，發現這裡的盲童少有接受教育的機會，便萌生了創辦西藏盲童學校的想法。途中认识了在日喀则红十字会工作的荷兰人Paul Kronenberg。1998年他们共同成立了盲文无国界组织以及西藏盲人培训中心，并在拉萨接收了5名藏族盲童，用她创立的藏文盲文对他们进行教育。后来她接收了更多的盲童，以及成年盲文师资。2000年一部表现她在西藏教育盲童的纪录片《另一种眼睛》获得了德国“斑比奖”。
2000年11月蘇珊與西藏殘聯合作建立的盲人康復及職業培訓中心正式運作。該中心相繼開設了一所盲童預備培訓中心、一家盲文書籍印刷廠、一個盲人自我綜合中心和一座職業培訓農場等。截至2010年，先後有96名盲童在這裡接受了日常生活技能培訓和藏、漢、英三種語言的盲文基礎教育。
自2000年與中國西藏自治區殘聯合作開展助盲項目以來，她為西藏盲人的教育和康復事業做出了巨大貢獻，並因此獲得了2006年度中國政府頒發的『友誼獎』。

## 外部連接
- 2009年“感动中国”人物评选结果揭晓 （页面存档备份，存于）
- 盲文无国界官方网站 （页面存档备份，存于）
- Braille Without Borders （页面存档备份，存于）
- Braille Without Borders' founders （页面存档备份，存于）
- Bio page on the Climbing Blind website
- Wings Trust "Women of Discovery" Awards
- Bio on the PeaceWomen Across the Globe website - 1000 Women for the Nobel Peace Prize

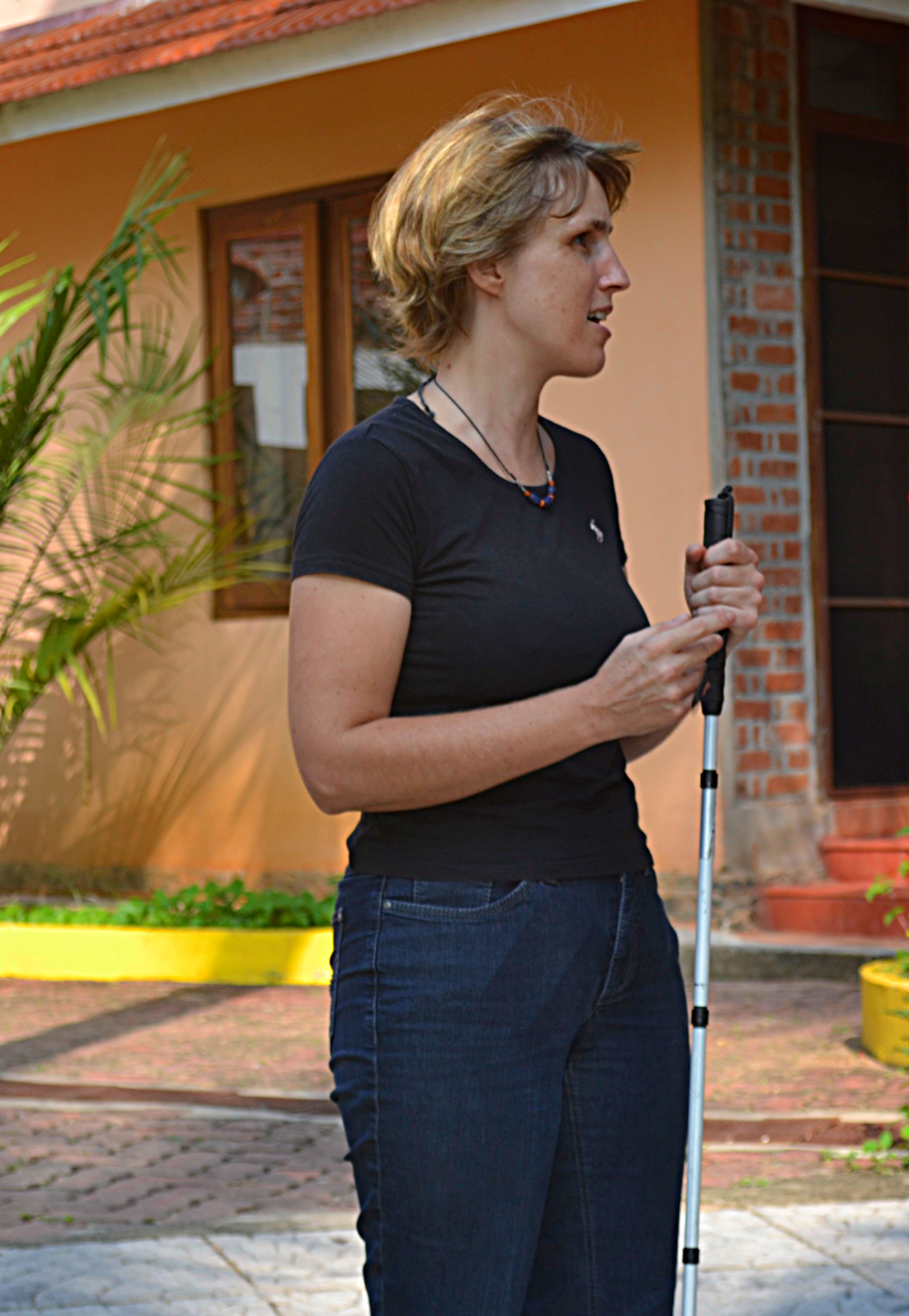
萨布利亚·坦贝肯

- Sabriye Tenberken - Blind, Yet A Visionary - 2004 TIMEasia Magazine: Asia's Heroes - 20 under 40
- Alchemist: The Visionary - TIME Europe | Heroes 2004
- Article about Braille Without Borders on China Tibet Information Center website
- Phenomenal Woman: Sabriye Tenberken （页面存档备份，存于） an article from O, The Oprah Magazine